# 瀬戸欣哉
瀬戸 欣哉（せと きんや、1960年（昭和35年）6月25日 - ）は、日本のプロ経営者。株式会社MonotaRO創業者。ベンチャー企業を11社創業した実績を持つ。現在は、株式会社LIXILグループ 取締役 代表執行役社長 兼 CEOを務めている。

## 経歴
東京都杉並区生まれ。武蔵中学・高等学校、東京大学経済学部卒業、ダートマス大学タック経営学大学院修了。
1983年、住友商事株式会社入社、鉄鋼部門に配属される。1994年には、米ダートマス大学（Tuck）でMBA（経営学修士）を取得。2000年には「MonotaRO」の前身である「住商グレンジャー」を社内ベンチャーで設立し、翌年代表取締役社長に就任した。2009年、MonotaROを東証一部に上場させる。2016年の成長率ランキングで MonotaROがリーマンショック以降、日本では1位、世界では9位の成長と紹介された。(日経ビジネス2016年1月11日号「成長率ランキング100」)。2021年２月現在、MonotaRoの株価は、上場以来400倍となり、自身出身の住友商事より時価総額を上回る成長を遂げている。
2016年、LIXILグループの前身企業の1つであるトステムの創業家出身で、実質的なオーナーだった取締役会議長の潮田洋一郎元会長から、藤森義明の後任として招聘をされ、代表執行役に就任。当時のLIXILグループは過去5年間の投資総額5000億円超の大型M&Aを行った結果、660億円の損失があった。瀬戸の「MonotaRO（モノタロウ）を創業し東証1部に上場させた実績」を買われたかたちであった。2018年、株式会社LIXILグループのCEOを突然解任される。解任の原因の1つに、潮田がCVCにLXILを買収させて株式を非公化し、本社をシンガポールに移そうとしたところ、瀬戸が国内事業が売上高7割を占める同社が本社を海外に移すのは現実的でないとして反対したことにある。実際、当時の潮田は月の半分以上はシンガポールに滞在し会社には殆ど顔を出すことはなかった。この解任決定過程について、欧米の機関投資家が疑問を持ち、2018年12月にマラソン・アセット、2019年1月にはブラックロックが会社側に説明を求める書簡を提出。LIXILの企業統治を厳しく問う動きが広がった。2019年6月25日の定時株主総会では、瀬戸と機関投資家が株主提案として自身のCEO復帰および自身が指名した人物の取締役就任を求め、会社側とプロキシーファイトを展開。総会では解任の経緯など会社側の姿勢を問いただす声が相次ぎ、採決では株主提案が可決され、株式会社LIXILグループのCEOに返り咲いた。敗れた潮田側に付いた藤森義明は「太陽が西から昇るようなものだ」と悔しがったと言う。物言う株主の主張を積極的に受け入れた点で、日本のガバナンス史上で大きな意味を持ったと評価されている。復帰後の株価は2021年9月時点で7割以上上昇している。
2023年、国連が主催するSWAの評議員に就任した。

## 人物
身長184cmで長身なことから、初対面の人にはそれを指摘されることが多い。2017年に山本公一環境相と環境省で意見交換した際にも体格の大きさが早速話題になり「放射能の影響で大きくなりました」と発言し問題となった。福島第一原子力発電所事故の記憶を踏まえて、公の場で発言することは不適切であったとして謝罪をした。
東京大学時代には母校の武蔵高校バスケットボール部でコーチを務め、区大会ですら殆ど勝てなかった弱小チームを都大会に進出するチームにまで育てた。高校時代はバスケットボールに夢中だった為、高校３年の6月にバスケットボールのインターハイ出場決定試合に負けるまではバスケットに夢中だった。

## 略歴
- 1983年 - 東京大学経済学部卒業
- 1983年 - 住友商事株式会社入社[1]
- 1990年 - 米国住友商事 （現 米州住友商事株式会社） デトロイトオフィスプロダクトマネージャー 特殊鋼製品担当[1]
- 1992年 - 米国プレシジョンバーサービス社 バイスプレジデント
- 1994年 - 米ダートマス大学MBAに入学（経営学修士取得）[1]
- 1997年 - 米国アイアンダイナミクスプロセスインターナショナル社 代表取締役社長[1]
- 1999年 - 住友商事株式会社 鉄鋼第一事業企画部 eコマースチーム長 兼 マネージャー[1]
- 2000年 - 株式会社MonotaRO 取締役[1]
- 2001年 - 株式会社MonotaRO 代表取締役社長[1]
- 2006年 - 株式会社MonotaRO 取締役 代表執行役社長
- 2010年 - 米国Zoro Tools Inc.（現 Zoro Inc.）取締役
- 2011年 - 株式会社K-engine 代表取締役社長
- 2012年 - Grainger Asia Pacific株式会社 代表取締役社長、株式会社MonotaRO 取締役 代表執行役会長、米国W.W. Grainger, Inc. バイス・プレジデント
- 2013年 - 米国W.W. Grainger, Inc. シニア・バイス・プレジデント、英国GWW UK Online Ltd. （現　Razor Occam, Ltd.）CEO
- 2014年 - 株式会社MonotaRO 取締役会長
- 2016年 - 株式会社LIXILグループ代表執行役 兼 COO[1]、株式会社LIXIL 代表取締役社長 兼 CEO[1]。同年6月、LIXILグループ社長兼CEO[1]。LIXIL Water Technology (LWT) CEO 兼 LIXIL Housing Technology (LHT) CEO、株式会社MonotaRO 取締役会長（非常勤）（現）
- 2018年 - 株式会社LIXILグループ 取締役 代表執行役社長
- 2019年 - 株式会社LIXILグループ 取締役
- 2019年 - 株式会社LIXILグループ 取締役 代表執行役社長 兼 CEO、株式会社LIXIL 代表取締役会長 兼 取締役会議長
- 2019年 - 紺綬褒章受章

- 2020年 - 株式会社LIXILグループ 取締役 代表執行役社長 兼 CEO （現）、株式会社LIXIL 代表取締役会長 兼 社長 兼 CEO 兼 取締役会議長 （現）
- 2023年 - 国連が主催するSWAの評議員就任

## テレビ番組
- 日経スペシャル カンブリア宮殿 快適＆便利商品を連発！ 巨大メーカーをベンチャー魂で変革せよ（2018年8月23日、テレビ東京）- 出演：リクシル 社長 瀬戸欣哉[7]。
- 知られざるガリバー〜エクセレントカンパニーファイル〜（2023年12月9日、テレビ東京）- 出演：リクシル 社長 瀬戸欣哉[8]。

## 書籍

### 著書
- 『製造コスト削減の盲点 経営改善のヒント』（2013年8月2日、幻冬舎 経営者新書）ISBN 9784344999749